# 싱글 서브 커피 컨테이너

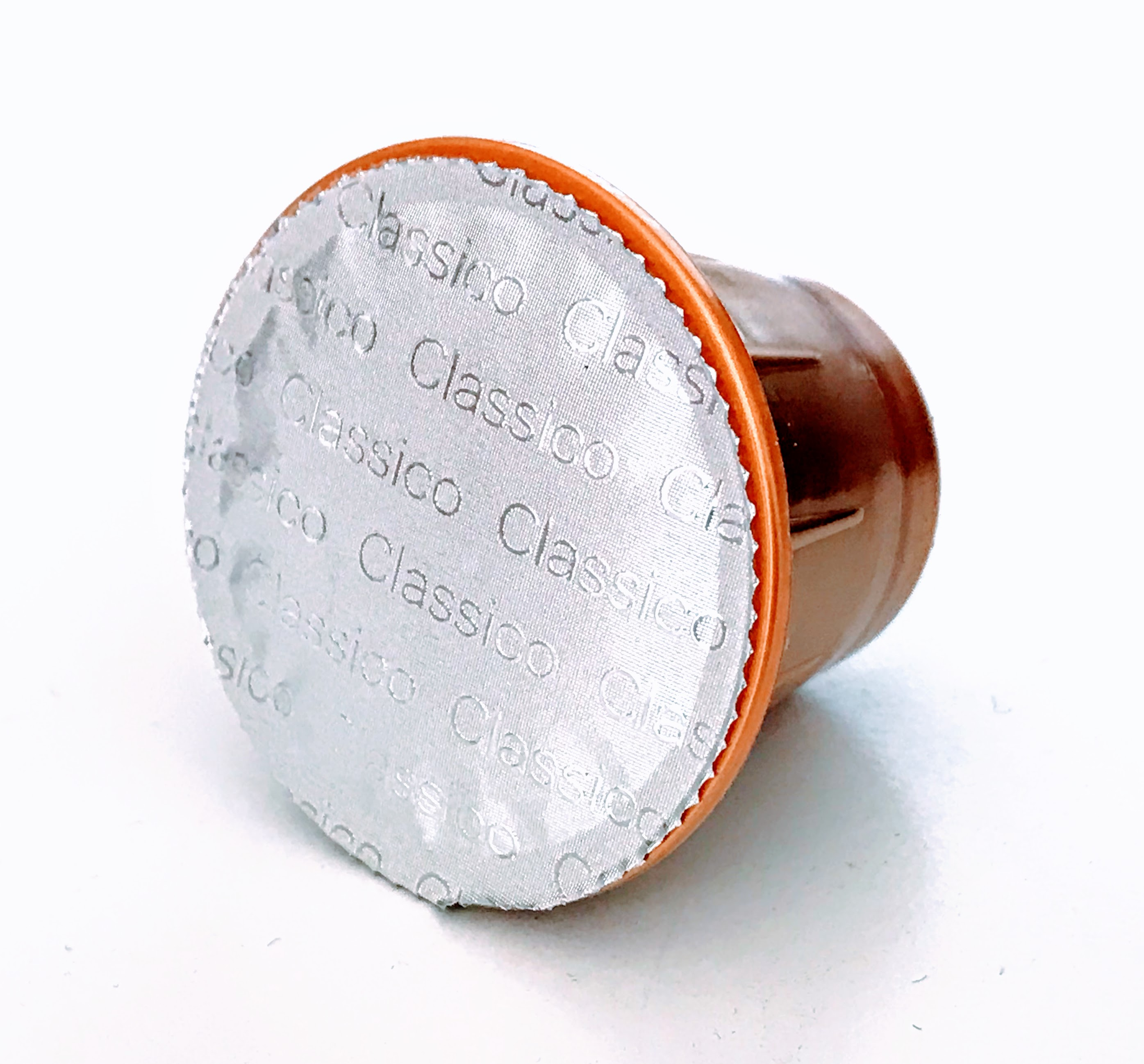
리들의 자체 브랜드 네스프레소 호환 커피 캡슐

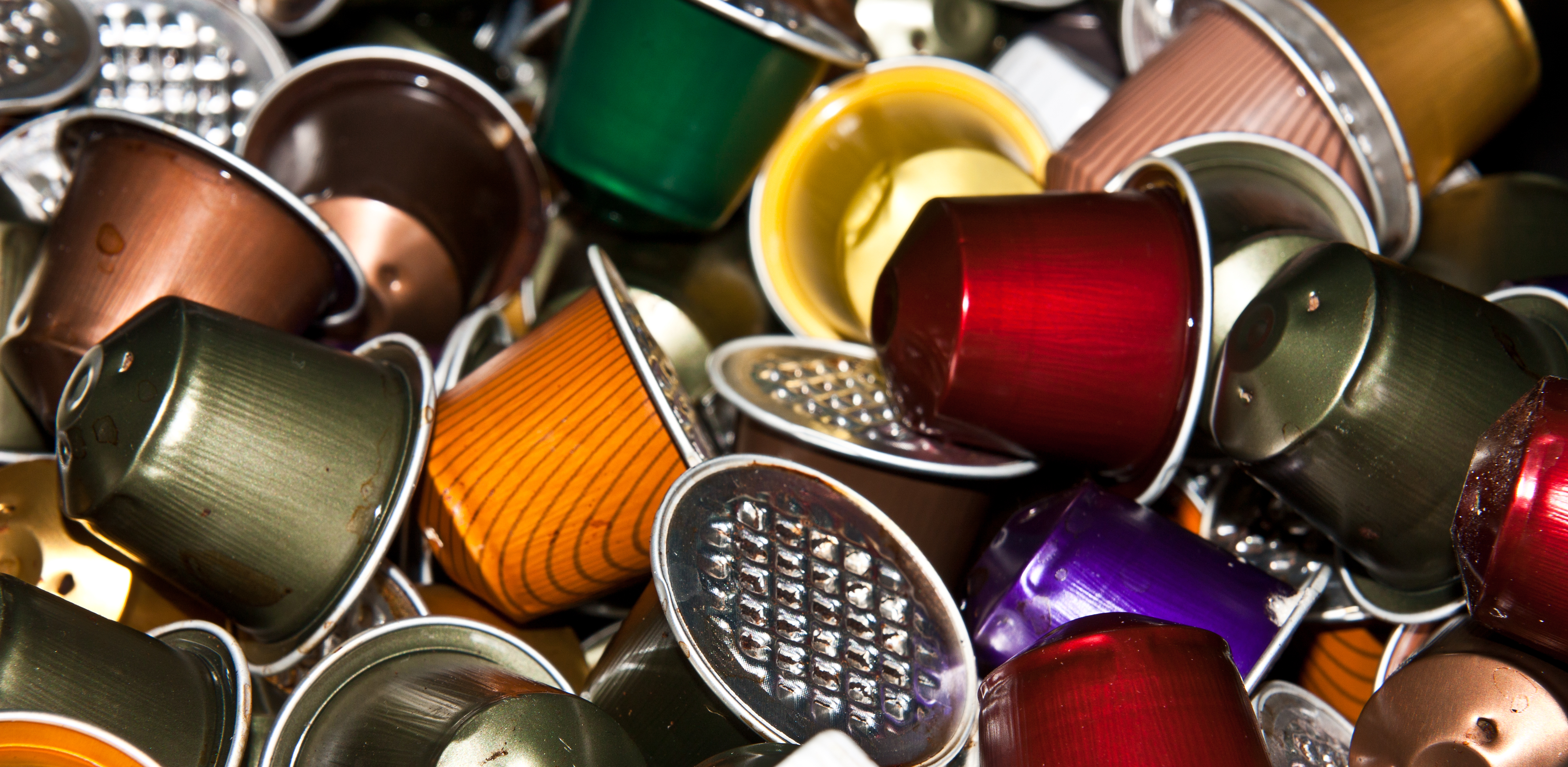
사용된 네스프레소 커피 캡슐. 제품과 물을 혼합하기 위한 상하단 구멍이 보인다.

싱글 서브 커피 컨테이너(영어: Single-serve coffee container)는 단일 분량의 커피를 제조하는 데 사용되는, 커피 가루가 채워진 용기이다. 싱글 서브 커피 컨테이너는 다양한 형태와 재료로 만들어지며, 흔히 딱딱하거나 부드러운 필터 종이로 만든 포드(pods)나 패드(pads), 또는 단단한 알루미늄 및 플라스틱 캡슐 형태이다.
싱글 서브 커피 컨테이너는 커피 추출에 필요한 시간을 줄여주고, 대용량 용기에서 분량, 향료 및 첨가물을 계량할 필요를 없애 추출 과정을 간소화할 수 있다. 또한 전체 공급분을 공기와 빛에 노출시키지 않고 개별 포장하여 미사용 제품을 더 신선하게 유지하는 데 도움이 될 수 있다. 종이 커피 포드는 개별적으로 밀봉된 별도의 봉투에 들어있을 경우 플라스틱 및 금속 커피 캡슐과 기능적으로 동일할 수 있다. 동시에 일회용품은 전 세계 폐기물 생산량을 증가시킨다.

## 역사
1958년, 플랑드르의 롬바우츠(Rombouts) 커피 회사는 브뤼셀 세계 박람회를 위해 미리 채워진 원 컵 커피 필터(One Cup Coffee Filter)를 출시했다. 새로운 캡슐 및 포드와 달리 이 시스템은 컵 위에 놓이는 일회용 드립 커피 필터로 구성된다. 1964년에 이 회사는 이 개념을 마케팅하기 시작하여 호레카 및 소매 부문에서 성공을 거두었다. 이 회사는 1896년 안트베르펜에서 설립되었고, 1966년에는 "벨기에 왕실 조달 허가증 보유자"로 지정되었다.

## 종류
몇 가지 다른 시스템이 존재한다.
- 커피 포드 또는 패드는 자체 필터에 미리 포장된 분쇄 커피콩이다.
- 커피 캡슐은 커피 포드와 달리 커피가 종이 필터 대신 플라스틱 또는 알루미늄 포장에 담겨 있으며, 일반적으로 단일 브랜드 또는 시스템용으로 설계되어 다른 시스템과 호환되지 않는다. 네스프레소 시스템에 대한 특허는 2012년 말에 만료되었으며, 현재 네스프레소 시스템용으로 경쟁 캡슐이 출시되어 있다.[3]
- 변형된 형태인 커피백은 인스턴트 커피의 편리함을 제공하면서도 추출된 커피의 맛을 유지하기 위해 개발되었다. 티백을 본떠 만든 것으로, 인스턴트 커피와 미세하게 분쇄된 로스트 커피 혼합물이 들어있는 거즈 주머니로 구성되어 있으며, 뜨거운 물에 약 3분간 우려내야 한다.[4]
- 커피 (필터) 디스크 또는 분쇄 커피 필터 링은 커피 필터 종이로 만들어진 링 형태의 커피백 변형으로, 금속 또는 도자기로 만든 영구 필터를 사용하는 커피 퍼콜레이터에서 사용하기 위해 분쇄 로스트 커피를 담고 있다. 이를 최초로 제공한 회사 중 하나는 제너럴 푸드 코퍼레이션(General Foods Corp.)으로, "맥스-팩스(Max-Pax)" 필터 링을 출시했다.

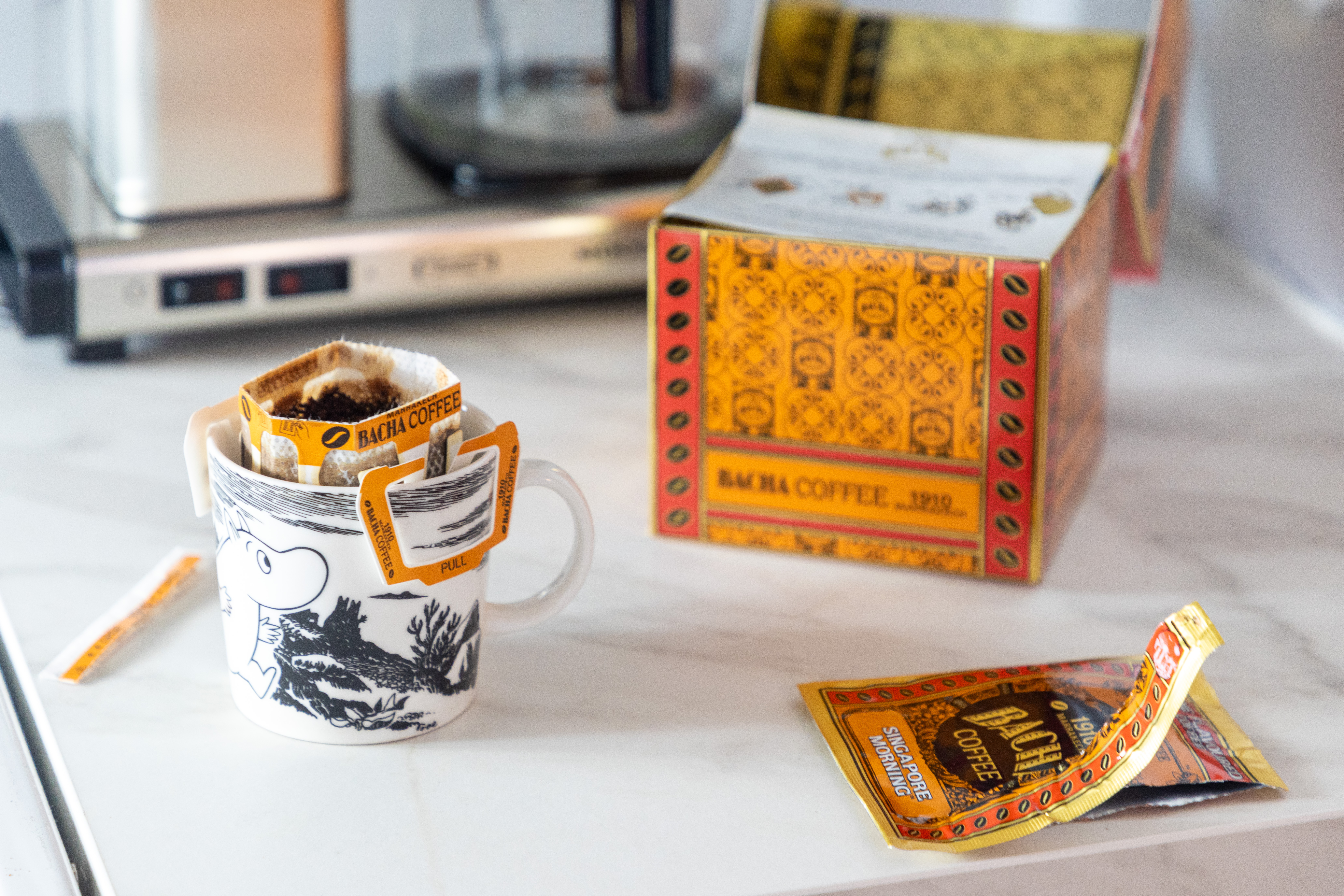
일회용 싱글 서브 드립 커피백

- 일회용 싱글 서브 드립 커피백특히 동아시아에서는 일회용 싱글 서브 드립 커피백이 드립 커피를 준비하는 일반적인 방법이다. 커피는 장치 안에 포장되어 있다. 일반적으로 천공된 상단 가장자리를 떼어내 봉투를 연다. 장치에는 컵 위에 펼쳐 놓을 수 있는 판지 지지대가 포함되어 있다. 주전자 또는 물을 끓일 수 있는 어떤 것으로든 봉투의 아래쪽 가장자리가 커피 표면에 닿을 때까지 뜨거운 물을 붓는다. 이 방법의 장점은 적절한 커피를 준비하는 데 필요한 장비 투자 비용이 매우 낮다는 것이다.[5]

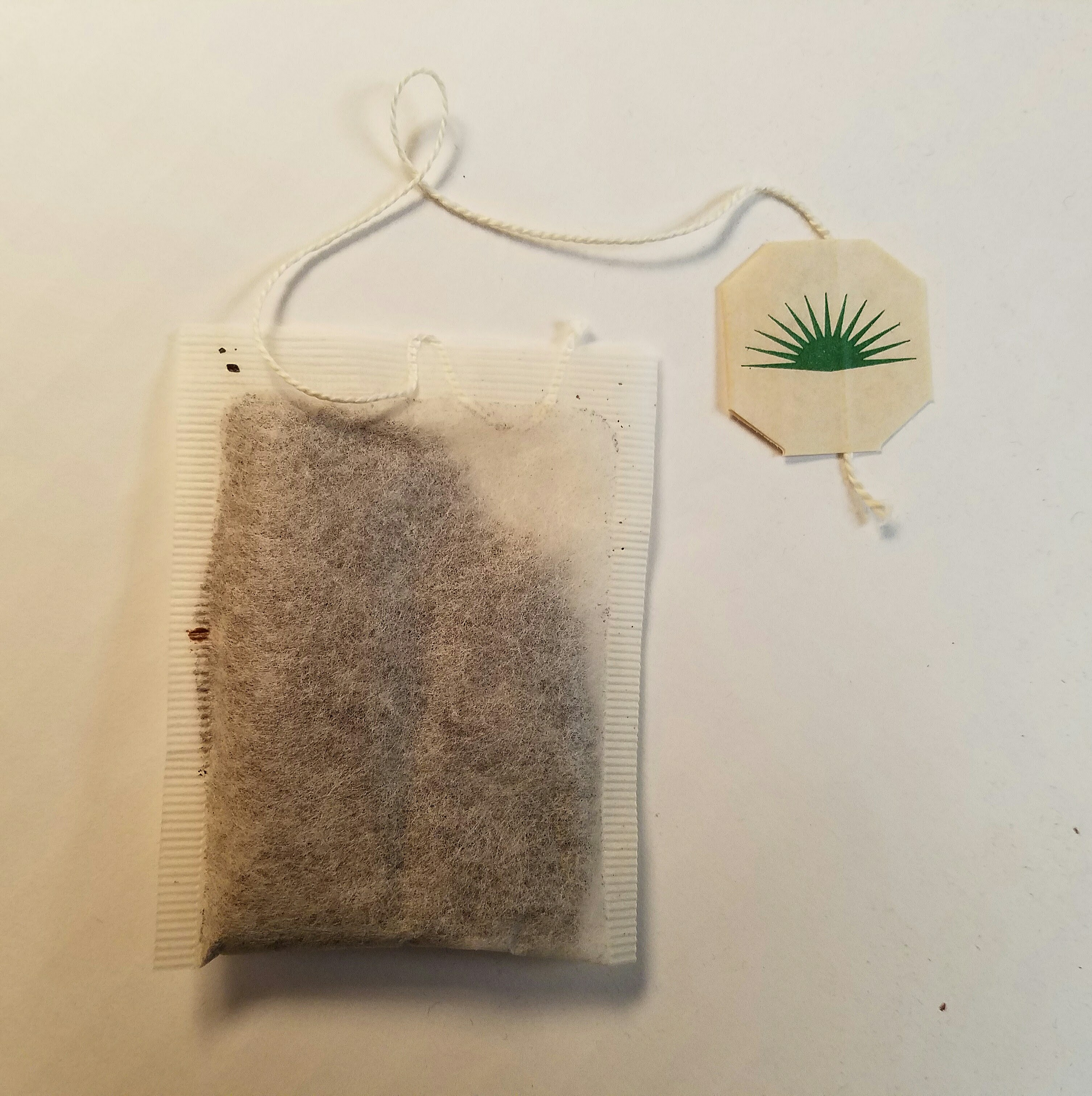
폴저스(Folgers)에서 제조한 커피백 사진
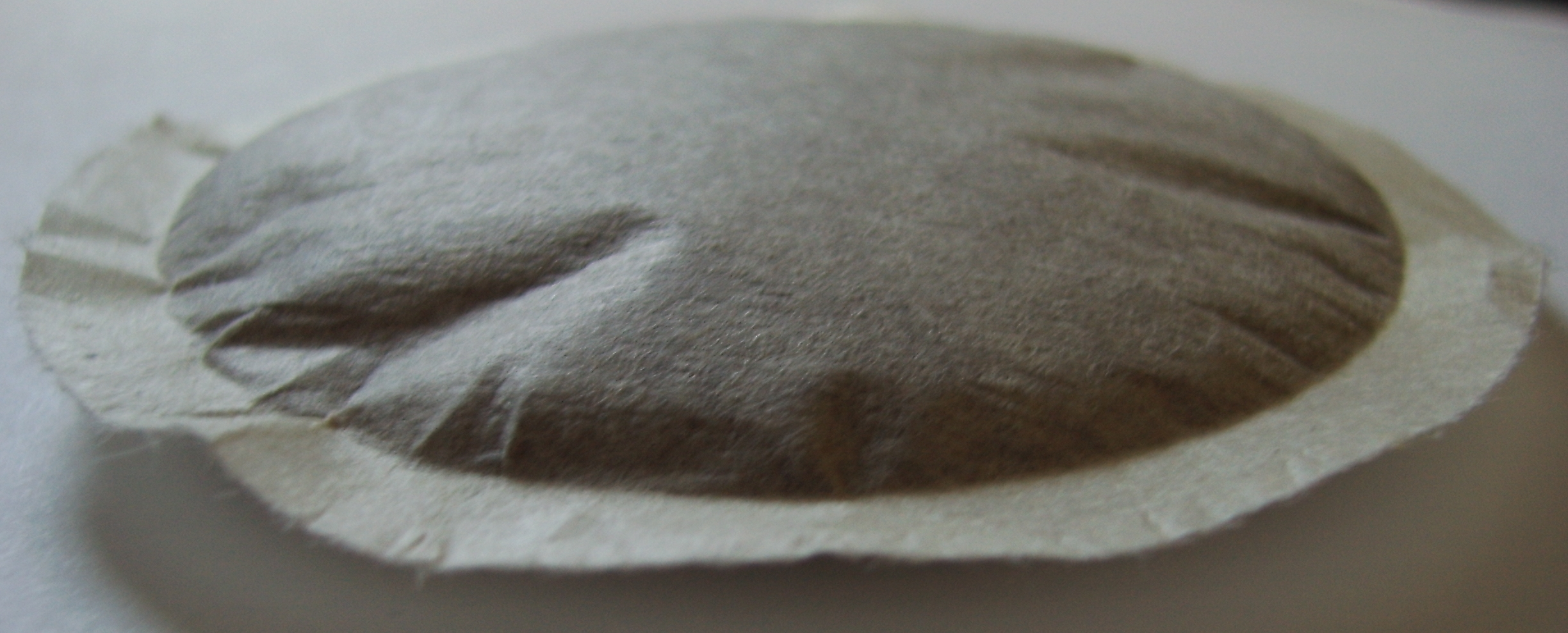
제조사를 알 수 없는 종이 커피백 - E.S.E. (이지 서빙 에스프레소 포드)
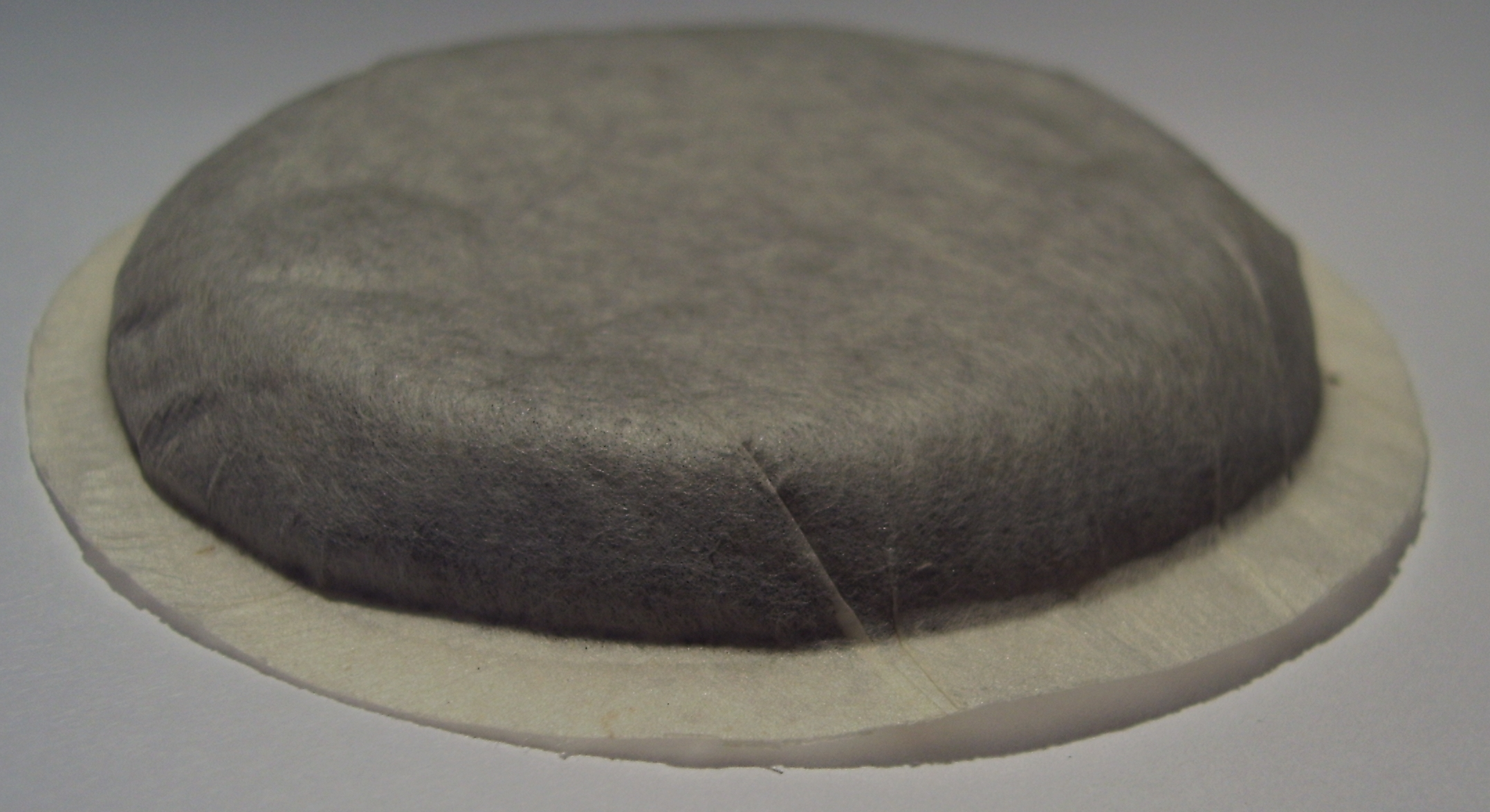
센세오(Senseo) ESE 커피 포드, 거꾸로 놓여 있다.
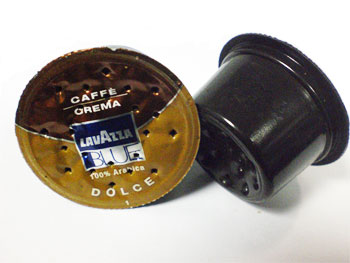
사용된 라바짜 블루(Lavazza BLUE) 커피 캡슐, 천공 구멍이 보인다.
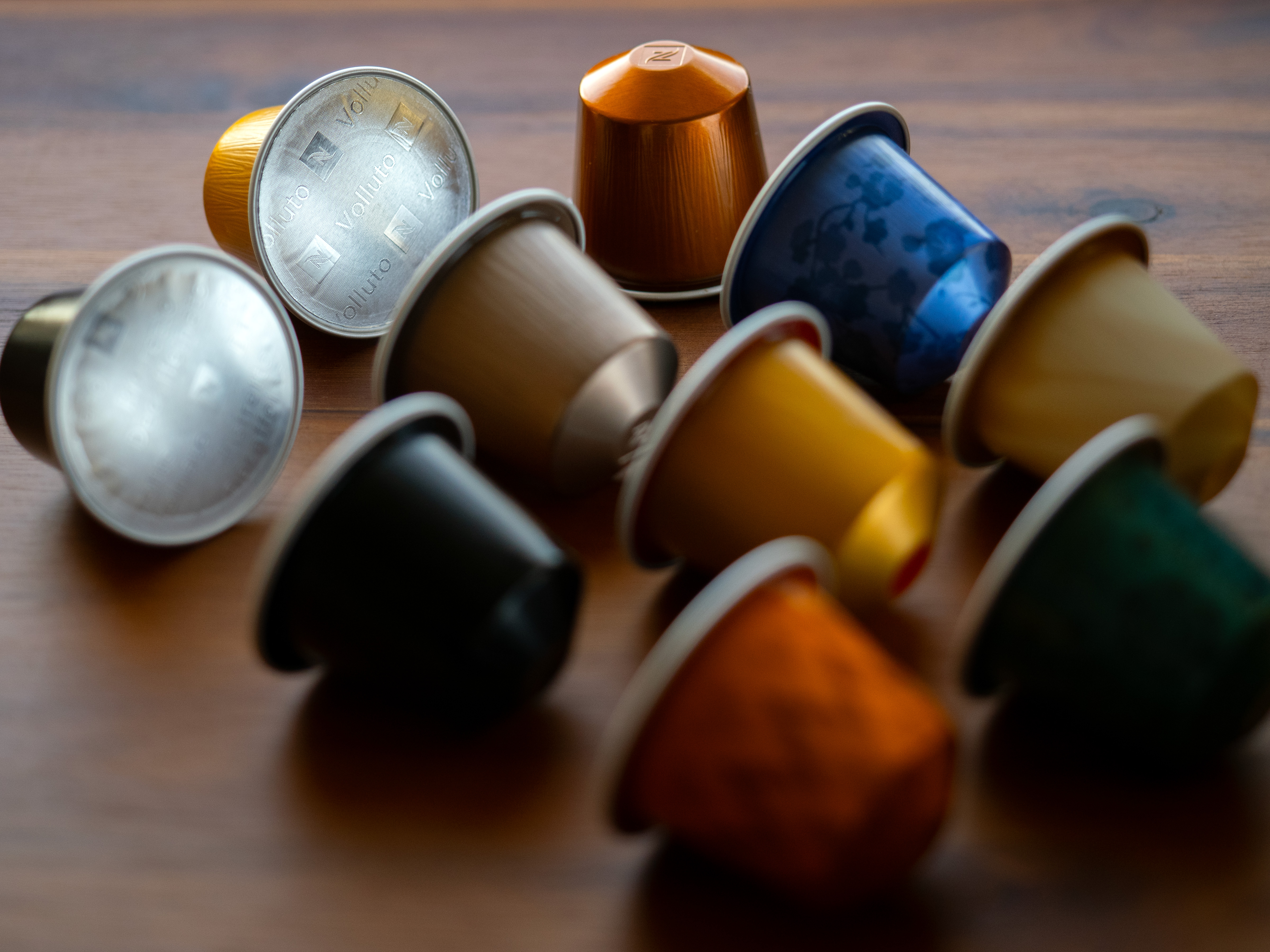
네스프레소 커피 캡슐

## 시스템 비교
플라스틱 및 금속 커피 캡슐은 일반적으로 추출 장치의 분리 불가능한 용기에 사용된다. 캡슐에는 사용 중에도 마른 상태를 유지하는 외부 링 또는 테두리가 있어 사용 후 사용자의 손을 적시거나 끈적하게 만들지 않고 제거 및 폐기할 수 있다. 추출 장치에 분리 가능한 필터 트레이가 있는 경우 사용한 습한 커피 포드를 만질 필요가 없다. 이 트레이는 추출 후 제거하여 뒤집으면 사용한 커피 포드가 배출된다.
커피 포드, 백, 캡슐은 개별 또는 다중 서빙 분량으로 크기를 정할 수 있다. 식품 서비스 사업에서 자동 추출과 함께 사용되는 포드 및 캡슐은 고객을 위한 제품 강도 및 풍미의 일관성을 제공하는 데 도움이 될 수 있다.
이지 서빙 에스프레소 포드 또는 센세오 기계에 사용되는 것과 같은 종이 커피 포드는 자연적으로 분해될 수 있는 완전 생분해성 제품이라는 장점이 있는 반면, 큐리그 또는 네스프레소 기계에 사용되는 것과 같은 플라스틱 및 금속 캡슐은 재활용할 수 없거나, 플라스틱/금속 용기를 유기 폐기물에서 분리하기 위한 추가 처리가 필요하다.
많은 캡슐 기계는 기계를 분해하거나 캡슐 용기 안에 손가락을 넣지 말라고 사용자에게 특별히 경고하는데, 이 장치들은 일반적으로 사용 중에 커피 캡슐을 뚫기 위해 날카로운 면도날 모양의 튜브나 돌기를 사용하기 때문이다.
다양한 단일 컵 시스템은 호환되지 않는다. 일부 시스템은 기계 소유자가 단일 회사(일반적으로 특허 소유자)로부터 캡슐을 구매하도록 강제하여 기계 소유자를 단일 커피 공급원에 묶어 둔다. 커피 포드는 다양한 제조업체에서 만들어지며, 대부분의 경우 포드 브랜드와 포드 추출기 모델 간에 호환 가능하다.
| 시스템                          | 소유                        | 발명 연도           | 기계 제조업체 | 캡슐 / 포드 제조업체 | 시장 | 유형                 | 비고 |
| ------------------------------- | --------------------------- | ------------------- | --- | --- | --- | -------------------- | --- |
| 에스프레소 포인트 맥시          | 라바짜                      | 1992                | ECL(에스프레소 & 카푸치노 라바짜), 1x로 브랜드화                                                                  | 라바짜 | 전 세계 | 캡슐                 | ECL은 바이-도스 캡슐 시스템을 사용했으며, 동시에 두 개의 커피를 추출할 수 있는 이중 추출 헤드를 가지고 있었다. |
| 에스프레소 포인트               | 라바짜                      | 1983                | 우노 페르가 1x로 브랜드화                                                                                         | 라바짜 | 전 세계 | 캡슐                 | 우노 페르(가티나라)의 단일 도스 캡슐 머신, 1989년 라바짜에 인수됨 |
| 에스프레소토리아                | 비토리아 커피               | ?                   | ? | 자체 브랜드 | 오스트레일리아 | 캡슐                 | 에스프레소토리아 머신용 자체 포드를 생산하는 호주 커피 브랜드 및 네스프레소 호환 포드도 생산한다. |
| 아 모도 미오                    | 라바짜                      | 2007                | 사에코 (필립스)가 라바짜/가찌아로 브랜드화, 일렉트로룩스                                                          | 라바짜 | 전 세계 | 캡슐                 | 라바짜 수직 계열화 |
| 블루                            | 라바짜                      | 2003                | ? | 라바짜 | 전 세계 | 캡슐                 | BLUE는 "베스트 라바짜 얼티밋 에스프레소(Best Lavazza Ultimate Espresso)"의 약자로, 주로 비즈니스 및 자판기에 사용된다. |
| 비알레띠 디바                   | 비알레띠                    | 2013                | 비알레띠 | 카피탈리아 | 전 세계 | 캡슐                 | — |
| 보데커 브루어                   | 보데커 브루드               | 2005                | TBD | 보데커 브루드 | 캐나다 | 캡슐                 | — |
| 카피탈리 (카피타)               | 카피타 시스템 SPA           | 2004                | 프린세스 오브 네덜란드, 치보, 최근까지 가찌아 등 다양                                                             | 듀알리트, 가찌아, 에카페, CBTL, 글로리아 진스, MAP, 울워스 등 다양 | 중앙 유럽, 북유럽, 브라질, 오스트레일리아                                                                           | 캡슐                 | K-Fee 기계/포드와 물리적으로 호환된다. |
| 델타 큐                         | 델타 카페스                 | 2007                | 플라마, 델타 카페스로 브랜드화, 브라질리아 S.p.A., 카사 부가티                                                    | 델타 카페스, 테틀리 | 캐나다, 포르투갈, 스페인, 룩셈부르크, 브라질, 앙골라, 폴란드                                                        | 캡슐                 | — |
| 돌체 구스토                     | 네슬레                      | 2008                | 크룹스, 드롱기, 네스카페로 브랜드화.                                                                              | 네스카페 (네슬레) | 전 세계 | 캡슐                 | 네슬레 수직 계열화. 차가운 음료도 추출한다. 한정판 기계 디자인도 이용 가능하다. 보상 프로그램. 일부 국가에는 캡슐 재활용 프로그램이 존재한다.                                                                                           |
| 이지 서빙 에스프레소 포드 (ESE) | 이탈리아 ESE 개발 컨소시엄  | 1998 (표준) 및 이전 | 드롱기, 듀알리트, 프란시스프란시스, 핸드프레소, 키친에이드, 크룹스, 사에코 등 다양                                | 다양 | 전 세계 | 포드                 | 특정 공급업체에 묶여 있지 않은 개방형, 일반 표준이며, 포드는 대부분의 전통적인 에스프레소 머신에 맞다. 모든 포드가 44mm(표준 직경)는 아니다.                                                                                            |
| 플라비아 음료 시스템            | 라바짜. 원래 마스 주식회사. | 1984                | 플라비아 (라바짜)                                                                                                 | 알테라 (라바짜), 라바짜, 라 콜롬브 커피 로스터스, 스타벅스, 피츠 | 미국, 캐나다, 멕시코, 영국                                                                                          | 캡슐                 | "프레시 팩"(캡슐)이 추출 용기이므로, 이전 사용자로 인해 음료가 오염되지 않는다. 라바짜의 통제하에 있다. |
| 폴저스                          | 폴저스                      | 1953                | 필요 없음 | 더 J.M. 스머커 컴퍼니 | 미국 | 백                   | 폴저스 커피 싱글스, 인스턴트 커피 |
| 이페르에스프레소                | 일리                        | 2007                | 프란시스프란시스 (일리), 가찌아 (사에코), 쿠진아트                                                                | 일리 | 전 세계 | 캡슐                 | 재활용 가능 |
| K-Cup (큐리그)                  | 큐리그 닥터 페퍼            | 1992                | 다양: 큐리그, 브레빌, 미스터 커피 등. 쿠진아트 및 인시그니아와 같은 브랜드로 브랜드화된 비인가 복제본이 존재한다. | 다양. 큐리그의 자체 브랜드에는 그린 마운틴 커피 로스터스, 레브, 털리스 커피, 더 오리지널 도넛 숍 커피 등이 있지만 이에 국한되지 않는다. 여러 다른 회사들이 큐리그의 K-Cup 디자인에 대한 라이선스를 받았다. 비인가 복제본이 존재한다. 큐리그 2.0은 비인가 복제본을 차단하려는 시도였으나 시장에서 철회되었다. 큐리그 및 라이선스 파트너의 정품 K-Cup에는 2D 바코드가 있어 BrewID 기술이 적용된 스마트 추출기가 공장에서 맞춤 설정된 추출 프로필로 K-Cup을 추출할 수 있도록 한다. 오리지널 K-Cup 디자인에 대한 특허가 만료되어 비인가 복제본이 존재한다. 2020년 말부터 제조된 K-Cup은 재활용 가능하도록 폴리프로필렌으로 만들어진다. | |                      | |
| 퇴비화 가능한 K-Cup 복제본      | 원커피                      | 2017                | 다양: 큐리그, 쿠진아트, BUNN 등.                                                                                  | 원커피, 클럽 커피 등 다양 | 미국, 캐나다 | 캡슐                 | 모든 큐리그 K-Cup 머신과 호환되도록 설계된 부드러운 바닥의 포드이다. 이는 K-Cup의 비인가 복제본이다. |
| K-Fee                           | 크뤼거 그룹                 | 2010                | 알디 익스프레시, K 시스템즈 GMBH 프레페렌자                                                                       | K-Fee, 파울리그 컵솔로, 미스터 & 미세스 밀 (크뤼거 그룹), 밀키 무 (크뤼거 그룹), 이전에는 스타벅스 (K-Fee는 이전에 미국에서 스타벅스 베리시모로 리브랜딩되었다) | 미국, 유럽, 오스트레일리아                                                                                          | 캡슐                 | 카피탈리 머신/포드와 물리적으로 호환된다. |
| L'OR                            | JDE 피츠                    | ?                   | 필립스 | L'OR, 피츠 | 유럽, 오스트레일리아, 이스라엘, 일본, 뉴질랜드, 남아프리카 공화국, 미국                                             | 캡슐                 | L'OR 커피 머신 및 네스프레소 머신과 호환되지만, 2016년 7월 25일 이후 구매한 U, Umilk, Expert, Vertuo, Expert&Milk, Prodigio 및 Prodigio&Milk 모델은 예외이다.                                                                           |
| 네스프레소 (오리지널라인)       | 네슬레                      | 1976                | 브레빌, 유그스터/프리스마그가 크룹스, 매지믹스, 지멘스로 브랜드화; 드롱기가 라티시마 모델 제작                    | 네스프레소, 스타벅스. 비인가 복제본이 존재한다. | 전 세계 | 캡슐 (바에서는 포드) | 1976년, 네슬레의 직원인 에릭 파브르는 네스프레소 시스템을 발명, 특허, 도입했다. 특허 만료 전에는 네슬레가 통제하는 시스템이었으므로, 비인가 복제본이 존재한다. 재활용 가능. 에스프레소나 룽고와 같이 작은 크기의 커피를 추출할 수 있다. |
| 네스프레소 버츄오라인           | 네슬레                      | 2014                | 브레빌, 드롱기, 네스프레소                                                                                        | 네스프레소, 스타벅스 | 미국, 캐나다, 프랑스, 영국, 오스트레일리아, 일본                                                                    | 캡슐                 | 네슬레 통제 시스템. 재활용 가능. 에스프레소, 훨씬 큰 커피, 그리고 그 중간 크기의 커피를 추출할 수 있다. 캡슐 링 아래에 있는 바코드를 사용하여 공장 설계된 추출 프로파일에 맞춰 추출을 맞춤 설정한다.                                    |
| 커피 포드                       | 없음                        | 2001 (센세오 특허)  | 분, 필립스, 밀리타, 그라인드마스터, 쿠진아트, 카페익스프레스 등.                                                  | 도우 에그버츠, 카페 리에주아, 리유니온 아일랜드, 볼프강 퍽, 밀리타, 프라텔로 커피 로스터스 등. | 전 세계 | 포드                 | 특정 기업이 소유하지 않는다. 더 많은 포드 및 추출기 제조업체가 존재한다. 또한 생분해성이다. |
| T-디스크 (타시모)               | JDE 피츠                    | 2004                | 보쉬가 타시모로 브랜드화                                                                                          | JDE 피츠 및 크래프트 하인즈 (캐나다. 이전에는 미국) | 캐나다, 멕시코, 유럽. 미국에서는 완전히 철수. 캐나다에서는 추출 기계 판매가 철회되었지만, T-디스크는 계속 판매된다. | 캡슐                 | — |

## 환경 영향
환경 운동가들은 일회용 커피 포드가 플라스틱, 알루미늄, 유기 물질(사용된 커피)의 혼합물로 구성되어 있어 재활용이 어렵기 때문에 유해하다고 말한다. 2016년 초 독일 함부르크시는 환경상의 이유로 주 정부 건물에서 커피 캡슐 사용을 금지했다. 식물 기반으로 만들어져 생물 폐기물로 퇴비화할 수 있는 캡슐도 있다.

## 같이 보기
- 커피 서비스
- 커피 전쟁